# Karel van den Abeele
Karel van den Abeele SJ (ur. 1691 w Broekburgu, zm. 1776 w Gandawie) – flamandzki duchowny katolicki, teolog i etyk, jezuita.
Pochodził z Flandrii Francuskiej. Tworzył i działał w Mechelen, Antwerpii i Gandawie. Napisał kilkadziesiąt poczytnych prac teologiczno-etycznych w języku niderlandzkim i francuskim. Wybór jego dzieł wydał współcześnie (1973) A. Keersmaekers pt. Ad maiorem Dei gloriam.